# Włynkówko
Włynkówko (kaszb. Wlinkówkò, niem. Neu Flinkow) – wieś-ulicówka w Polsce położona w województwie pomorskim, w powiecie słupskim, w gminie Redzikowo. Leży przy trasie drogi krajowej nr 21 i nad rzeką Słupią. We Włynkówku na terenie Słupskiej Specjalnej Strefy Ekonomicznej (SSSE) mieści się siedziba firmy Kapena. Z Włynkówka jest niecałe 13 km do Ustki, a do Słupska 5 km. Wieś położona jest na północ od Słupska na Równinie Sławieńskiej. Graniczy z Włynkowem, Strzelinem i Strzelinkiem. Wielkość sołectwa to 432,67 ha. We Włynkówku mieści się parafia św. Wojciecha.
W latach 1975–1998 miejscowość administracyjnie należała do województwa słupskiego.
Źródło danych liczbowych: https://web.archive.org/web/20090126171533/http://slupsk.ug.gov.pl/test/wlynkowko.htm
http://web.archive.org/web/20031219001606/http://www.kuria.gliwice.pl/~wojciech/koscioly.html

## Nazwa
Nazwa jest tzw. chrztem nazewniczym, ma charakter pseudotopograficzny-relacyjny i powstała przez dodanie do nazwy miejscowej Włynkowo formantu zdrabniającego -k-. Pierwotna nazwa niemiecka Neu Flinkow, wzmiankowana po raz pierwszy w 1789, powstała przez dodanie wyróżnika neu „nowy” do nazwy miejscowej Flinkow „Włynkowo”.
Rada Języka Kaszubskiego proponuje kaszubską formę nazwy Włinkówkò.